# Herner TC
Der Herner TC ist ein Sportverein aus Herne. Er bietet seinen Mitgliedern unter anderem Breitensport, Fechten, Tanzsport, Aerobic, Schwimmen, Seniorensport, Turnen, Volleyball und Mountainbiking sowie Basketball an. Die Basketballabteilung hat sich dabei zu der größten Sparte des Vereins entwickelt: Es gehen zurzeit fünf Frauenmannschaften und vier Männermannschaften sowie elf weibliche und fünf männliche Jugendmannschaften in den offiziellen Ligen an den Start. Die Zahl der aktiven Spieler dürfte sich auf ca. 190 belaufen.

## Damen-Basketball
Nationale Bekanntheit hat er durch seine erfolgreiche Damenbasketballmannschaft erlangt. Im Jahre 2007 stieg das Team in die 1. Damen-Basketball-Bundesliga (DBBL) auf, konnte aber in der Saison 2007/2008 nur den letzten Platz belegen. Herne musste aber nicht absteigen, da in der Saison 2007/2008 ein Team zu wenig angetreten war und in der Folgesaison eine weitere Mannschaft zurückzog. So konnte mit dem Verbleib Hernes die Sollstärke der Liga gehalten werden. Am Ende der Saison 2010/2011 belegte der Herner TC jedoch den letzten Platz in der Tabelle und musste den Gang in die 2. Liga antreten. Seit der Saison 2012/2013 spielen die Herner Damen wieder in der ersten Bundesliga und konnten dort in der Spielzeit 2013/14 mit dem dritten Platz ihren bis dahin größten Erfolg erzielen.
In der Saison 2018/2019 wurde der Herner TC in der ersten Bundesliga Erster der Hauptrunde, errang nach Siegen in den Play-offs die Deutsche Meisterschaft und gewann den DBBL-Pokal. Das „Double“ aus Meisterschaft und Pokalsieg waren die ersten Siege für eine Herner Sportmannschaft in bundesweiten Wettbewerben. Im Jahr 2022 gewann der Verein zum zweiten Mal den DBBL-Pokal mit einem Sieg über die Rutronik Stars Keltern.